# 임주택
임주택(林柱澤, 1968년 9월 25일 ~ ) 은 전 KBO 리그 빙그레 이글스의 선수이자, 현재 KBO 리그 한화 이글스의 스카우팀 차장이다.

## 출신 학교
- 동래고등학교
- 경성대학교

## 가족 관계
- 아들 : 임지열 (키움 히어로즈)